# Porcsalma
Porcsalma je vas na Madžarskem, ki upravno spada pod podregijo Csengeri Županije Szabolcs-Szatmár-Bereg.